# Stegophiura macrarthra
Stegophiura macrarthra is een slangster uit de familie Ophiuridae.
De wetenschappelijke naam van de soort werd in 1915 gepubliceerd door Hubert Lyman Clark.